# Orlando Forioso
Orlando Forioso (Torre Annunziata, 28 maggio 1959) è un regista, attore e scrittore italiano. Nel 2006 ha ricevuto dal presidente Carlo Azeglio Ciampi la Stella e la nomina a Cavaliere della Repubblica.

## Biografia
Nel 1966 si è trasferito con la famiglia a Torino ove è rimasto fino al 1980, quando ha iniziato a lavorare come professionista con il regista Maurizio Scaparro, prima come attore e poi come assistente e regista collaboratore in più di quaranta spettacoli tra teatro di prosa, lirica e cinema e televisione. A Napoli, nel 1986, ha creato il Teatro Del Mediterraneo insieme a Donatella Centi e Dino Sestilli, che sarà poi attivo a Napoli fino al 1997 con la sua direzione artistica, mentre la direzione organizzativa sarà affidata a Giorgio Di Costanzo, col quale ha iniziato una collaborazione che condivide ancora oggi.
È proprio grazie a Giorgio Di Costanzo che il Teatro Del Mediterraneo ha preso sede nel Convento di Santa Maria La Nova, diventando un centro di promozione teatrale che negli anni novanta lavorerà al progetto di "rinascimento" della città. Alla fine degli anni Novanta Forioso e Di Costanzo hanno lasciato Napoli per nuovi progetti nazionali e internazionali. Nel 2007 Forioso ha accettato l'invito di Media AETAS Teatro di creare un nuovo percorso della Compagnia e produce gli spettacoli Uno, nessuno e centomila di Luigi Pirandello (in collaborazione con U Svegliu Calvese) e Solo andata di Marcello Fois.
Nel 1998 ha creato per il Teatro Eliseo di Roma una Stagione teatrale dei ragazzi. Dal 1998 al 2003 ha messo in scena gli spettacoli della trilogia de Il Teatro felice di Gianni Rodari: La storia di tutte le storie, Pinocchio, La grammatica della fantasia e Peter Pan contro Capitan Uncino e Robin Hood. Alla fine degli anni Novanta è stato vice direttore del Teatro des Italiens a Parigi e Roma. Con Maurizio Scaparro ha condiviso l'esperienza di una stagione teatrale italiana al Theatre Du Rond-Point, presentando tra gli altri Pinocchio, Lezioni Americane di Italo Calvino, La Sicilia di Leonardo Sciascia con Marcelle Padovani.
Dal 1993 ha attivato una collaborazione con il Teatro di Sardegna, destinata a creare una decina di spettacoli: La Barracca di Lorca, Le vecchie e il mare di Jannis Ritsos, Trio o pic_nic in cucina di Alfredo Arias e Kado Kostzer, L'asino d'oro di Apuleio, Il Paese del Vento di Grazia Deledda, Il borghese gentiluomo di Molière. Anche in Sardegna ha collaborato alla nascita di una stagione teatrale per ragazzi. Dal 1980, grazie all'incontro con Jerome e Toni Casalonga (scenografi e costumisti), è sbarcato in Corsica dove ha iniziato a collaborare con associazioni nate a partire da U Riaquistu della coscienza identitaria linguistica e culturale dell'isola. Dal 1998 ha attivato una collaborazione assidua con l'associazione culturale U Svegliu Calvese di Calvi. Nel 2003 è diventato direttore artistico di Teatreuropa De Corse, compagnia teatrale da lui creata insieme a quattro associazioni dell'isola: U SVegliu Calvese, A Filetta, Festivoce di Pigna, Centre Culturel Universitaire di Corte.

## Lirica
Una grande componente di lavoro è stata quella del teatro musicale e dell'opera lirica. Con Maurizio Scaparro ha messo in scena una ventina di opere liriche: dall'Italiana in Algeri a Così fan tutte, dal Don Giovanni ai Turchi amanti di Cimarosa. Col compositore francese Bruno Coulais ha creato una serie di opere liriche contemporanee come Don Ghjuvanni in Commedia dell'arte, Marco Polo, Il gioco di Robin e Marion, Lucio ou le reve de l'ane d'or, che hanno visto ancora protagonisti, insieme a diversi cantanti lirici, i cantanti-attori corsi di A Filetta. Con Fabio Biondi e l'Europa Galante ha collaborato alla messa in scena di opere barocche di Alessandro Scarlatti come il Trionfo dell'onore (con Scaparro), la Principessa Fedele e la preparazione di Carlo d'Alemagna.

## Cinema e televisione
Ha partecipato come attore al progetto cinematografico, teatrale e televisivo del Don Chisciotte di Maurizio Scaparro.
Ha interpretato il personaggio di Salvatore nel film Il camorrista di Giuseppe Tornatore, vicino a Ben Gazzara. 
France 3 Corse ha dedicato a Orlando Forioso una serie di trasmissioni tra cui Un napoletano in Balagna di Katy Rocchi, il film Via Crucis realizzato insieme con Paul Filippi e prodotto da U Svegliu Calvese, due trasmissioni di Katy Rocchi sull'esperienza artistica e didattica dell'opera lirica Il gioco di Robin e Marion. Dalla collaborazione con la televisione nazionale è nata L'Arte della Visione, un progetto di fiction sul rapporto tra teatro e televisione. Ha interpretato il ruolo del Tenente fascista nel film Liberata di Philippe Caresse e il serial killer Gino nella serie il Casalone di Guy Cimino e Batti Raffali.

## Pubblicazioni
- Testo dello spettacolo Sognu d'una notte d'istatina, edizioni di U Svegliu
- U Svegliu, edizioni Sammarcelli
- Chi si sbaglia inventa - Gianni Rodari en Corse CTC - Lingua corsa, Scioglilingua.